# Репортаж из преисподней
«Репортаж из преисподней» (исп. REC 2) — испанский фильм о зомби, вышедший в 2009 году. Продолжение фильма 2007 года «Репортаж», снято теми же режиссёрами.

## Сюжет
Доктор Оуэн (Джонатан Меллор), чиновник из Министерства здравоохранения , и вооружённый отряд GEO из четырех человек (Фернандес, Мартос, Россо и Ларра), оснащенных видеокамерами, направляются в оцепленный многоквартирный дом, где случилась вспышка неизвестной инфекции, изучить ситуацию и взять её под контроль. Поднявшись на мансарду (где закончился первый фильм), они обнаруживают, что чердак пуст. Внезапно, их привлекает странный шум из квартиры снизу.
В ходе исследования, на Мартоса нападает заражённая женщина. В результате схватки, та кусает его. Затем Оуэн использует религиозную мантру и четки, чтобы удержать инфицированного Мартоса в комнате. Позже, Оуэн показывает, что на самом деле он священник, посланный Ватиканом, чтобы взять образец крови у одержимой португальской девушки по имени Тристана Медейрос, которая является главным носителем вируса. Оперативники обыскивают квартиру, где содержалась Медейрос, и находят тело отца Альбельды, первоначального священника, обвиненного в деле о владении Медейрос. Затем они находят образец крови одержимой девушки, взятый Альбельдой. Однако, после проверки, командир Фернандес случайно роняет пробирку с образцом крови (которая вспыхнула после того, как священник прочитал молитву). Оуэн говорит им, что единственный способ выполнить миссию сейчас — это взять образец крови у самой Тристаны. На них нападает группа "одержимых зомби", и Ларра, отделенный от отряда и загнанный в комнату из-за нападения заражённых, кончает жизнь самоубийством.
Отец больной девочки Дженнифер уговаривает пожарного помочь ему проникнуть в здание по канализации. За ними неосознанно следуют трое подростков, Тито, Мире и Ори, и полиция блокирует их проход через канализацию. Отец Дженнифер укушен заражённой женой, и подхватывает вирус. Тот бежит наверх в поисках дочери, и в результате, его, приняв за зомби, убивает отряд, в то время как на пожарного нападает "одержимый" Мартос. Мире случайно убивает пожарного из найденного внизу пистолета полицейского, затем, застреливает и Мартоса. Оуэн, Фернандес и Россо находят подростков. В результате, выясняется, что Тито укусил Мартос, и Оуэн решает "взять информацию" о Медейрос через него. Они запирают Мире и Ори в комнате, чтобы те не мешались, и встречают репортёра Анхелу Видаль (Мануэла Веласко), шокированную, но целую и невредимую. Оуэн расспрашивает одержимого Тито и из его загадочных ответов делает вывод, что Медейрос находится в мансарде и что некоторые области доступны только в полной темноте, и увидеть их можно только через инфракрасную подсветку.
Группа находит потайную дверь, используя ночное видение на камере Анхелы. На них нападает Медейрос, которая убивает Фернандеса и нападает на Оуэна, прежде чем Анхела убивает Тристану, снеся ей голову из дробовика Фернандеса. Оуэн в ярости, потому что ему нужен был образец крови. Когда падре отказывается санкционировать их уход из здания, Анхела нападает на него, жестоко избивая ружьём и  застреливает Россо, когда последний пытается вмешаться. Выясняется, что демон, вселившийся в Тристану, теперь овладел Анхелой. Анхела убивает Оуэна и имитирует его голос, чтобы связаться с органами власти. Она говорит им, что миссия выполнена, что Оуэн должен оставаться внутри из-за заражения, и что единственной выжившей, которой разрешено уйти, является Анхела. Затем флэшбек  показывает, что произошло прямо перед началом истории: Анхела была схвачена Медейрос и та "заражает" её одержимостью, передав ей через рот некое червеобразное существо . Когда прибывает отряд спецназа, Анхела скрывается...

## В ролях
- Хонатан Мельор — доктор Оуэн
- Мануэла Веласко — Анхела
- Пабло Россо — Россо
- Оскар Сафра — Фернандес
- Ариэль Касас — Ларра
- Алехандро Касасека — Мартос
- Андреа Рос — Мире

## Производство
После успеха «Репортаж», Жауме Балагеро и Пако Пласа подписали контракт на продолжение. Съемки фильма начались 10 ноября 2008 года и завершились в декабре того же года. Фильм снова объединил двух режиссёров и многих актеров из оригинального фильма. Съемки проходили в Барселоне в течение шести недель.

## Критика
На агрегаторе рецензий Rotten Tomatoes рейтинг «свежести» составляет 68 % на основе 72 обзоров со средней оценкой 6,2 балла из 10. Консенсус сайта гласит: «Фильм сохраняет леденящий душу импульс оригинала и доказывает, что не все сиквелы ужасов одинаковы». Саймон Крук из Empire присудил фильму 4 звезды из 5, заявив: «Это все равно, что попасть в одержимый дьяволом шутер от первого лица».

## Награды и номинации
- 2009 — приз Ben & Jerry’s Award Каталонского кинофестиваля в Ситжесе (Жауме Балагеро, Пако Пласа)
- 2010 — номинация на премию «Гойя» за лучшие спецэффекты (Сальвадор Сантана, Алекс Вильяграса)